# Jaz w Rudzie Milickiej

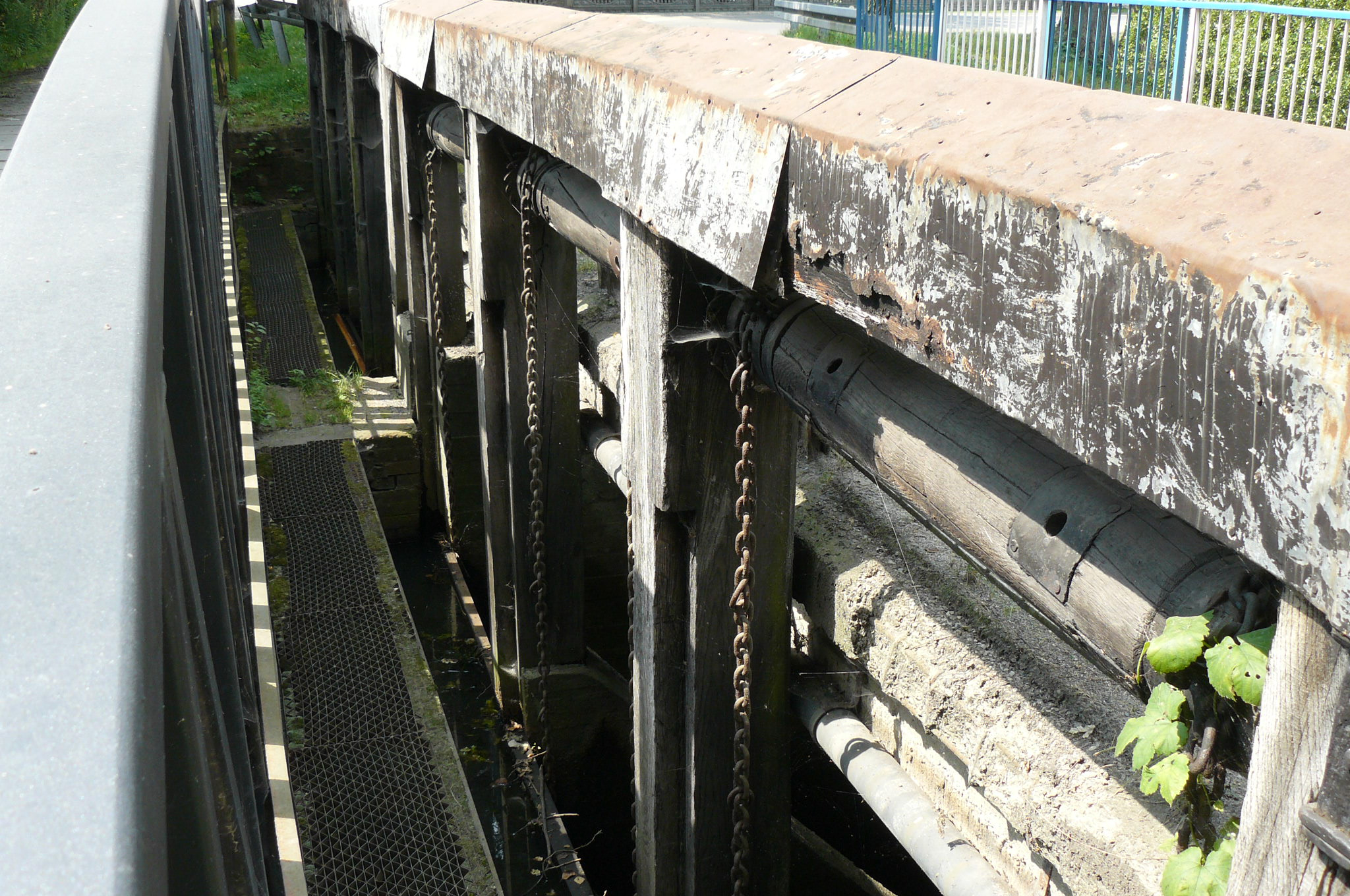
Widok ogólny

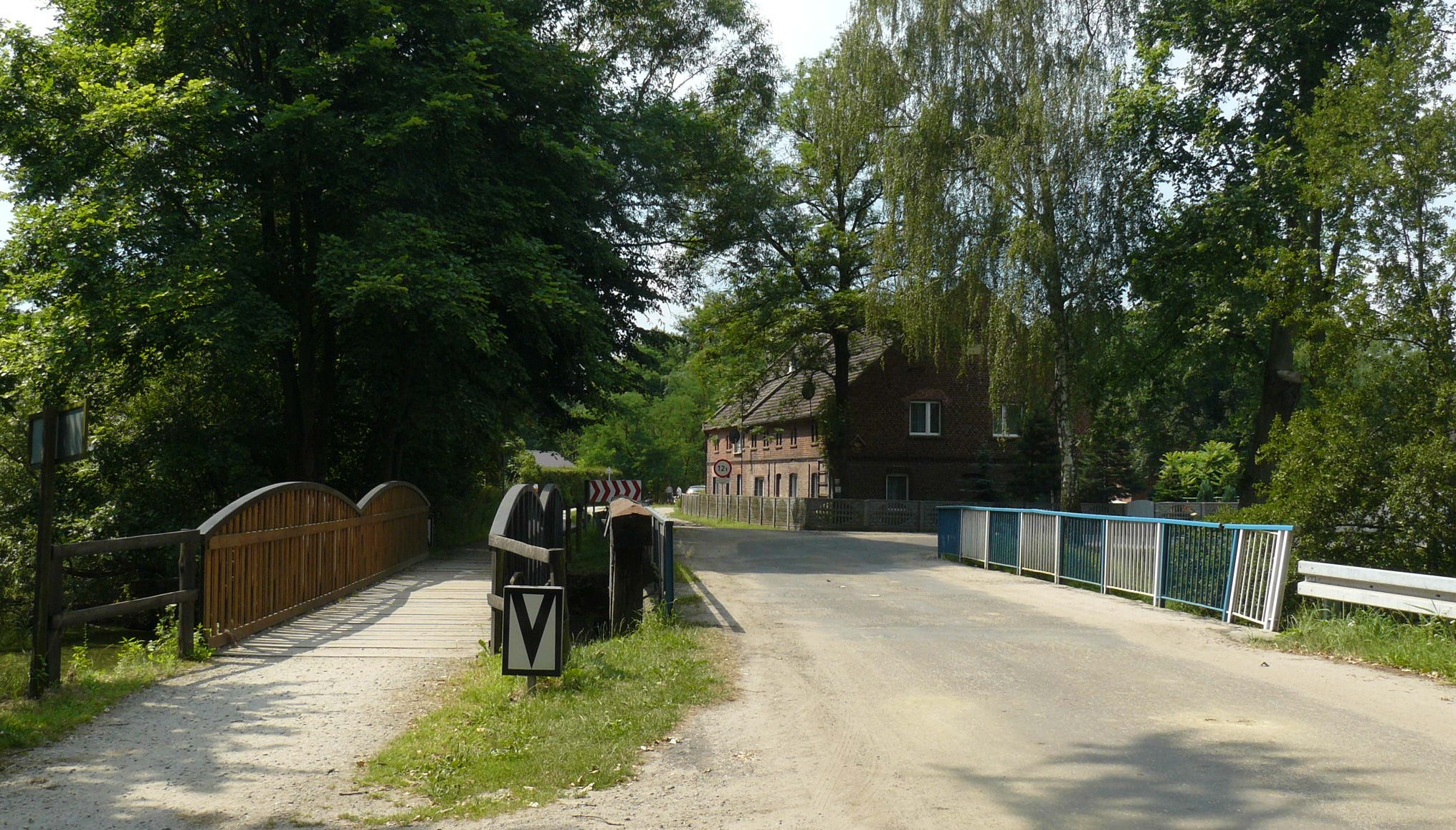
Jaz, most, dawny młyn i pamiątki po kolei wąskotorowej

Jaz w Rudzie Milickiej – zabytkowy drewniany jaz piętrzący na rzece Prądni, 
zlokalizowany we wsi Ruda Milicka, na terenie rezerwatu przyrody Stawy Milickie. Jeden z najciekawszych zabytków hydrotechnicznych w Dolinie Baryczy.
Jaz tworzy całość z mostem na Prądni (drogowy, dawniej również kolejowy, wąskotorowy - Wrocławska Kolej Dojazdowa, odcinek Milicz - Sulmierzyce). Powstał na przełomie XIX i XX wieku. Jest budowlą drewnianą, wieloprzęsłową, z zamknięciami dla regulacji piętrzenia. Jest to jeden z dwóch jazów na Prądni i jednocześnie posiada najwyższą całkowitą wysokość piętrzenia spośród drewnianych jazów w całej dolinie Baryczy - 4,7 m. Dzięki istnieniu tej budowli odpowiedni poziom wód zapewniony jest na Stawach Jaskółczych i na stawie Słupickim Dużym. Na południe od jazu i mostu stoi budynek mieszkalny z 1883, który dawniej był młynem wodnym.